# Freddy Sunder
Freddy Sunder, pseudoniem van Fritz Sundermann, (Antwerpen 4 juni 1931 – aldaar, 5 augustus 2016) was een Belgisch jazzmusicus, zanger, gitarist en dirigent.

## Biografie
Sunder studeerde als kind viool en was als 14-jarige al orkestzanger in bigbands en combo's. Toen hij 17 was, volgde hij gitaarlessen bij Marcel Bossu en ook harmonieleer en seriële muziek. In 1953 bracht hij zijn eerste albums uit, die toen nog gepromoot werden alsof hij een Amerikaans artiest was. Hij scoorde toen hits met "Kaw Liga", "Rio Rita" en "Calling Car Boogie". In 1961 richtte hij de groep The Clouds op.
Sunder speelde een tijdlang mee in het orkest van Willy Rockin en toerde onder meer in Europa, Afrika en Zuidoost-Azië. Hij speelde bij verschillende grote namen, zoals Peggy Lee, Sammy Davis jr., Natalie Cole, Shirley Bassey en Toots Thielemans.
Van 1957 tot 1965 was hij gitarist en zanger in het BRT-orkest van Francis Bay, dat in 1965 door Etienne Verschueren werd overgenomen en omgedoopt tot het "BRT-Jazzorkest". Sunder was van 1981 tot 1990 zelf dirigent van het BRT-orkest. Nadat de BRT Big Band in 1990 werd ontbonden, was Sunder enkele jaren docent aan het Gentse Muziekconservatorium.
- Bibliothèque nationale de France: cb13812902t (data)
- Gemeinsame Normdatei: 1184401209
- International Standard Name Identifier: 0000 0003 9950 1034
- MusicBrainz: 5b18de9d-20c2-4dcf-a573-65fa54b6c01d
- Virtual International Authority File: 294159156
- WorldCat: E39PBJfrMrCgBmcgDPDWGPfrMP